# ...i sprawiedliwość dla wszystkich
...i sprawiedliwość dla wszystkich (ang. ...And Justice for All) – amerykański dramat sądowy z 1979 roku w reżyserii Normana Jewisona. Zdjęcia kręcono w Baltimore.

## Opis fabuły
Jeff McCullaugh zostaje zatrzymany na autostradzie za drobne przewinienie. Podczas kontroli dokumentów policjant stwierdza, że zatrzymany jest zadziwiająco podobny do zbiegłego kryminalisty. Jeff uważa, że to pomyłka, ale to mu nie pomaga. Trafia do aresztu, gdzie zostaje pobity i zgwałcony. Obrońcą z urzędu w tej sprawie zostaje Arthur Kirkland – młody, niedoświadczony, ale oddany sprawie adwokat. Rozprawę prowadzi sędzia Fleming, który skazuje Jeffa na 5 lat więzienia. Kirkland obrzuca sędziego obelgami i pogróżkami, za co zostaje aresztowany. McCullaugh popełnia samobójstwo. Sędzia Fleming zostaje oskarżony o gwałt. Kirkland dostaje propozycję podjęcia się obrony.

## Główne role
- Al Pacino – Arthur Kirkland
- Jack Warden – sędzia Francis Rayford
- John Forsythe – sędzia Henry T. Fleming
- Lee Strasberg – Sam Kirkland
- Jeffrey Tambor – Jay Porter
- Christine Lahti – Gail Packer
- Sam Levene – Arnie
- Robert Christian – Ralph Agee
- Thomas G. Waites – Jeff McCullaugh
- Larry Bryggman – Warren Fresnell
- Dominic Chianese – Carl Travers
- Craig T. Nelson – Frank Bowers

## Nominacje do nagród
Oscary za rok 1979
- Najlepszy scenariusz oryginalny - Valerie Curtin, Barry Levinson (nominacja)
- Najlepszy aktor - Al Pacino (nominacja)

Złote Globy 1979
- Najlepszy aktor dramatyczny - Al Pacino (nominacja)